# Elektronendichte
Die Elektronendichte {\displaystyle n({\vec {r}})} bzw. {\displaystyle n_{e}({\vec {r}})} ist in der Physik eine Ladungsträgerdichte, die die ortsabhängige Anzahl der Elektronen pro Volumen angibt (Dichtefunktion). Mathematisch gesehen ist sie ein Skalarfeld des dreidimensionalen Ortsraumes.
Sie ist eine Messgröße (Einheit {\displaystyle m^{-3}}), die häufig bei der Beschreibung von Molekülen und Festkörpern eingesetzt wird (Dichtefunktionaltheorie), um komplizierte hochdimensionale Wellenfunktionen bzw. quantenmechanische Zustandsvektoren zu vermeiden. Außerdem wird sie in der Plasmaphysik, in der Röntgenstrukturanalyse (als Fourier-Transformierte des Strukturfaktors) und in der Halbleiterphysik angewendet.
Definitionsgemäß muss das Integral der Elektronendichte, das sich über den gesamten Raumbereich {\displaystyle V} erstreckt, gleich der Anzahl {\displaystyle N} an Elektronen sein:
{\displaystyle N_{e}=\int _{V}n_{e}({\vec {r}})dV.}
Die typische Elektronendichte {\displaystyle n_{\mathrm {e} }} für Leitungselektronen liegt in metallischen Festkörpern bei {\displaystyle 10^{28}\,\mathrm {m} ^{-3}}, in der F-Schicht der Ionosphäre bei nur {\displaystyle 10^{12}\,\mathrm {m} ^{-3}}.

## Erwartungswert des Elektronendichte-Operators
Allgemein werden in der Quantenmechanik Messgrößen mit hermiteschen Operatoren identifiziert, deren Eigenvektoren die Zustände repräsentieren, in denen das System einen scharfen Messwert bezüglich der Messgröße annimmt, und deren Eigenwerte den zugehörigen Messwerten selbst entsprechen.
Die Elektronendichte wird als Erwartungswert des Elektronendichte-Operators identifiziert:
{\displaystyle n({\vec {r}}):=\langle \Psi |{\hat {n}}({\vec {r}})|\Psi \rangle .}
Dieser Operator muss folgende Eigenschaften erfüllen:
- Integrierbarkeit des Erwartungswertes (strenger: Integral über das gesamte Volumen muss der Teilchenzahl entsprechen)
- Positive Semidefinitheit: Erwartungswert muss überall größer gleich 0 sein.

Durch Identifikation der Elektronendichte als Randverteilung der Aufenthaltswahrscheinlichkeitsdichte (Betragsquadrat der Wellenfunktion):
{\displaystyle n({\vec {r}})=N\sum _{s_{1}}\dots \sum _{s_{N}}\int d{\vec {r_{2}}}\dots \int d{\vec {r_{N}}}|\Psi (\mathbf {r} ,s_{1},\mathbf {r} _{2},s_{2},\dots ,\mathbf {r} _{N},s_{N})|^{2}}
In Worten: Man hält irgendein Elektron am Ort {\displaystyle {\vec {r}}} fest und summiert über die Wahrscheinlichkeiten aller möglicher Anordnungen der anderen Elektronen.
Nach Darstellung des Erwartungswertes in der üblichen Form:
{\displaystyle {\begin{aligned}n({\vec {r}})&=\langle \psi |{\hat {n}}({\vec {r}})|\psi \rangle \\&=\sum _{s_{1}}\dots \sum _{s_{N}}\int d{\vec {r_{1}}}\dots \int d{\vec {r_{N}}}\Psi (\mathbf {r} _{1},s_{1},\mathbf {r} _{2},s_{2},\dots ,\mathbf {r} _{N},s_{N})^{*}\left(\sum _{i=1}^{N}\delta ({\vec {r_{i}}}-{\vec {r}})\right)\Psi (\mathbf {r} _{1},s_{1},\mathbf {r} _{2},s_{2},\dots ,\mathbf {r} _{N},s_{N})\end{aligned}}}
lässt sich der zugehörige Operator als folgender identifizieren:
{\displaystyle {\hat {n}}({\vec {r}}_{1},\dots ,{\vec {r}}_{N},{\vec {r}})=\sum _{i=1}^{N}\delta ({\vec {r_{i}}}-{\vec {r}})}
und man erkennt, dass er kein Operator im eigentlichen Sinne ist, da er keine quadratintegrierbare Funktion in eine quadratintegrierbare Funktion überführt und darum nicht der Definition eines Operators im Raum der quadratintegrierbaren Funktionen genügt. 
Es gibt somit keinen Teilchendichteoperator, aber es existiert ein lineares Funktional (Distribution), dessen Integralkern gemeinhin als der Teilchendichteoperator bezeichnet wird. 
Er ist ein im Sinn der durch die 2-Norm induzierten Topologie nicht stetiges lineares Funktional auf den lokal absolut Lebesgue-integrierbaren Funktionen. 
Hier im Speziellen sind die absolut Lebesgue-integrierbaren Funktionen von der Form {\displaystyle \phi ={\overline {\psi _{1}}}\psi _{2}} für die gilt {\displaystyle \psi _{1},\psi _{2}\in L^{2}(\mathbb {R} ^{n},\mathbb {C} )} und die mit {\displaystyle \delta ({\vec {r}}_{i}-{\vec {r}})} eine Erweiterung der aus der Distributionentheorie bekannten Delta-Distributionen mit Hilfe von Delta Folgen auf {\displaystyle L_{loc}^{1}(\mathbb {R} ^{n},\mathbb {C} )} darstellen.
Innerhalb der Hartree-Fock-Näherung erhält man die Elektronendichte über die Summe der Orbitaldichten:
{\displaystyle {\hat {n}}({\vec {r}})=\sum _{i=1}^{N}\phi _{i}({\vec {r}}){\overline {\phi }}_{i}({\vec {r}}).}